# 알랑 니옹
알랑 니옹(프랑스어: Allan Nyom, 1988년 5월 10일 ~ )은 프랑스에서 태어난 카메룬의 축구 선수이다. 현재 세군다 디비시온의 레가네스와 카메룬 축구 국가대표팀에서 오른쪽 수비수로 뛰고 있다.